# Tren de la muerte
Se conoce como Tren de la muerte al convoy de represión que durante la Huelga general de 1917 era enviado a las cuencas mineras de Asturias. Circuló entre las localidades de Pola de Lena y Ablaña, a lo largo del valle del río Caudal. Mandado por un teniente, los soldados desde un tren disparaban indiscriminadamente contra cualquier objetivo que tuviera a tiro, niños, mujeres, ancianos y animales incluidos.
El sindicalista Manuel Llaneza llegó a solicitar que se permitiera la difusión de octavillas para avisar a la población de que se mantuviera alejada de las vías férreas.